# LDLC Arena
Die LDLC Arena ist eine Mehrzweckhalle in der französischen Gemeinde Décines-Charpieu, einer Nachbargemeinde der Stadt Lyon in der Region Auvergne-Rhône-Alpes. Die von der OL Groupe privatfinanzierte Veranstaltungsarena entstand neben dem Groupama Stadium, dem Fußballstadion des Fußballclubs Olympique Lyon.

## Geschichte
Im Februar 2019 gab Jean-Michel Aulas, Besitzer und Präsident von Olympique Lyon, Pläne für den Bau einer Mehrzweckhalle neben dem Stadion bekannt. Es soll ein weiterer Teil des OL Vallée werden. Sie solle 10.000 bis 15.000 Plätze bieten. Des Weiteren gab Aulas an, das Gespräche mit dem Ex-NBA-Spieler Tony Parker, Besitzer des Basketballvereins ASVEL Lyon-Villeurbanne, über einen Umzug vom Astroballe in die neue Arena, geführt werden. Im Juni 2019 gingen Aulas und Parker eine Partnerschaft mit einer 25-prozentigen Minderheitsbeteiligung von OL an LDLC ASVEL und LDLC ASVEL Féminin ein. ASVEL wird seine Heimspiele der EuroLeague in der neue Arena austragen. Die weiteren Partien wird der Club weiterhin im Astroballe bestreiten.
Mitte Juni 2021 wurde ASVEL Lyon-Villeurbanne als Anteilseigner in die EuroLeague mit einem dauerhaften Teilnahmerecht mit der A-Lizenz aufgenommen. Dafür braucht der Club für die internationalen Partien eine den Anforderungen der EuroLeague entsprechende Spielstätte. Bisher trat man im Astroballe mit 5556 Plätzen an.
Im Juli 2021 erteilte Olympique Lyon dem Architekturbüro Populous und Citinea, eine Tochtergesellschaft des französischen Baukonzerns Vinci, den Auftrag die Mehrzweckhalle zu entwerfen und zu bauen. Nach neueren Angaben soll die Halle 12.000 bis 16.000 Plätze bieten. Es soll die größte Veranstaltungshalle außerhalb von Paris werden und pro Jahr Austragungsort für 80 bis 120 Veranstaltungen wie Konzerte, Sport- und E-Sport-Wettbewerbe, Seminare sowie Fachmessen sein. Die beiden Unternehmen waren schon beim Entwurf und Bau des 2016 eröffneten Groupama Stadium beteiligt. Der Bau mit geplanten Kosten von 141 Mio. Euro sollte nach den Planungen Ende 2021 beginnen und zwei Jahre später Ende 2023 fertiggestellt werden. Mitte Oktober des Jahres schloss die Olympique Lyonnais Groupe mit der Live Nation Entertainment einen mehrjährigen Vertrag ab. Die Vereinbarung begann mit dem Baustart Anfang 2022.
Anfang Dezember 2021 wurde der Name der Mehrzweckhalle präsentiert. Die Groupe LDLC, Computer- und Technologiehandelskonzern sowie Sponsor von ASVEL Lyon-Villeurbanne und der E-Sport-Abteilung von Olympique Lyon, wird für acht Jahre der Namenssponsor der Veranstaltungsarena. 
Anfang Februar 2022 konnten die im Januar begonnenen Erdarbeiten abgeschlossen werden und der Bau begonnen. Im Mai des Jahres stellte die OL Groupe einen Finanzierungsplan für den Hallenbau vor. Die Gruppe wird die Finanzierung komplett übernehmen. Das Projekt wird über die Tochtergesellschaft OL Vallée Arena begleitet. Die geplanten Kosten von 141 Mio. Euro sollen durch Eigenkapital in Höhe von 51 Mio. Euro sowie einem Immobilienleasing in Höhe von 90 Mio. Euro finanziert werden. Die OL Vallée Arena hat mit einer Gruppe von fünf Banken einen sich amortisierenden Immobilien-Leasingvertrag über 15 Jahre unterzeichnet, der einen Restwert von 20 Prozent vorsieht. Am 6. September 2022 wurden die ersten Sitze der neuen Halle in einer Zeremonie präsentiert.
Im Februar 2023 wurde der Rohbau abgeschlossen. Danach folgt die Überdachung der Halle. Bis Ende März des Jahres soll sie geschlossen sein. Die Trägerkonstruktion wiegt 1200 t und überspannt 70 |m. Für eine bessere CO2-Bilanz wurde der Anteil des Betons um 25 Prozent zum ursprünglichen Plan reduziert und es wurde kohlenstoffarmer Beton verbaut. Die Eröffnung war für den 15. Dezember 2023 geplant. LDLC ASVEL soll jährlich 13 bis 17 Partien in der Arena austragen.
Bei einem Besuch der Arena am 12. September 2023 von Xavier Pierrot, stellvertretender General Manager der OL Groupe und verantwortlich für die LDLC Arena, und Tony Parker, wurden die ersten Veranstaltungen im Neubau bekanntgegeben. Die Eröffnung fand am 23. November mit einem Spiel von LDLC ASVEL in der EuroLeague gegen den FC Bayern München statt. Den ersten Auftritt auf der Bühne wird die Komikerin und Schauspielerin Florence Foresti am 28. November haben. Im Dezember des Jahres sollen Sting und Lomepal auftreten. 2024 sollen u. a. Calogero, Shaka Ponk, Patrick Bruel und Michel Sardou folgen.
Wie Ende September 2023 bekannt wurde, beabsichtigt Olympique Lyon die teilweise oder vollständige Abgabe der Kontrolle über die Arena. Der US-amerikanische Unternehmer John Textor schloss im Dezember 2022 über seine Holding Eagle Football Holdings den Kauf von Olympique Lyon ab. Die OL Groupe hatte Ende 2022 eine Nettoverschuldung von 321 Mio. Euro, wie aus ihrem jüngsten Jahresabschluss hervorging, der einen Nettoverlust im ersten Halbjahr von 60,7 Mio. Euro aufwies. Textor wolle alle Schulden, die nicht mit dem Groupama Stadium zusammenhängen, innerhalb von zwei Jahren abbauen. Olympique macht das Angebot von 40 % oder die vollständige Kontrolle über die LDLC Arena. Im Mai 2023 verkaufte der Club eine Mehrheitsbeteiligung an der Frauenmannschaft von Olympique Lyon an die US-Geschäftsfrau Michele Kang. Des Weiteren prüft die OL Groupe den Verkauf von OL Reign, einem Frauenfußball-Franchise in Tacoma aus der US-amerikanischen National Women’s Soccer League.
Am 23. November 2023 traf zur Eröffnung der LDLC ASVEL in der EuroLeague auf den FC Bayern München. Der FC Bayern gewann die Premiere in der neuen Halle vor 11.354 Zuschauern nach der 2. Overtime mit 100:101. Insgesamt sollen elf Partien der EuroLeague 2023/24 in der LDLC Arena ausgetragen werden.
Am 24. Mai 2024 wurde Frankreich Ausrichter der Eishockey-Weltmeisterschaft der Herren 2028. Neben der Accor Arena in Paris ist die LDLC Arena als zweiter Spielort der Titelkämpfe vorgesehen.